# Cortinarius dulciolens
Cortinarius dulciolens är en svampart som beskrevs av E. Horak, M.M. Moser, Peintner & Vilgalys 2002. Cortinarius dulciolens ingår i släktet Cortinarius och familjen spindlingar.   Inga underarter finns listade i Catalogue of Life.